# Royal International Air Tattoo
The Royal International Air Tattoo (RIAT, Королівський міжнародний повітряний військовий парад) — найбільший у світі військовий авіаційний салон, що проводиться щороку в треті вихідні липня, зазвичай на авіабазі Ферфорд (Глостершир, Англія) за підтримки Благодійного Фонду Королівських ВПС. Шоу зазвичай збирає від 150 000 до 200 000 глядачів протягом проведення.
Шоу RIAT є важливою виставкою-презентацією для світових військових, яка відбувається через тиждень після щорічної конференції «Global Air and Space Chiefs’ Conference» у Лондоні та за тиждень до авіашоу у Фарнборо. RIAT дозволяє військовій аерокосмічній промисловості демонструвати свою продукцію як широкій публіці, так і клієнтам у більш спокійній обстановці без комерційного тиску як на виставці у Фарнборо.

## Визначні дати з історії шоу
Вперше це авіашоу було проведено у 1971 році на авіабазі Норт-Вельд в Ессексі. У ньому брали участь трохи більше 100 літаків. Захід заснували диспетчери повітряного руху Управління цивільної авіації Пол Боуен і Тімоті Прайс та маршал авіації сер Деніс Кроулі-Міллінг. З 1973 по 1983 рік з перервами шоу проходило на авіабазі Гринхем, спочатку під назвою «Royal Air Forces Association, South Eastern Area, Air Tattoo». У 1976 році парад отримав назву «International Air Tattoo».
У 1983 Боуен і Прайс започаткували стипендію для людей з обмеженими можливостями в пам'ять про Дугласа Бейдера, який був героєм війни та пілотом, незважаючи на те, що втратив ноги внаслідок авіаційної аварії.
В 1985 році шоу було перенесено до Ферфорда, де й відбувалося з того часу (окрім 2000 і 2001 років, коли у зв'язку з переплануванням авіабази, захід проходив на авіабазі Коттсмор у графстві Ратленд). До 1993 року шоу відбувалося кожні два роки, потім стало щорічним.
У 1996 на знак визнання унікальності параду королева Єлизавета II додала до його назви титул «Royal» («Королівський»).
Авіашоу 2008, що мало відбутися 12–13 липня, було скасовано через тривалі сильні опади.
RIAT-2003, в якому взяли участь 535 літаків, було визнано Книгою рекордів Гіннеса найбільшим у світі військовим авіашоу.
RIAT-2020-го року і ювілейне шоу 2021-го довелося скасувати через пандемію COVID-19.

## Україна на RIAT
У 1996 році Микола Коваль, що відвідував шоу у складі делегації ВПС України, отримав від королеви Єлизавети II найпрестижніший перехідний приз «Super King of the Air» («Суперкороль повітря»).

## Інциденти
24 липня 1993 року два літаки МіГ-29 російських ВПС зіткнулися в повітрі та впали. Пілоти вдало катапультувалися, глядачі також не постраждали. Програму було перервано. Пізніше розслідування показало, що причиною аварії стала помилка пілота, який втратив свого напарника з поля зору.
У 2002 році G-222 італійських ВПС здійснив жорстку посадку під час демонстрації крутого заходу на посадку під нахилом 25 градусів (т. з. Sarajevo approach). Під час приземлення літак підскочив і важко навалився на носове колесо, яке зруйнувалося. Екіпаж благополучно евакуювався з літака, а шоу було призупинено, поки літак прибирали зі злітно-посадкової смуги.

## Галерея

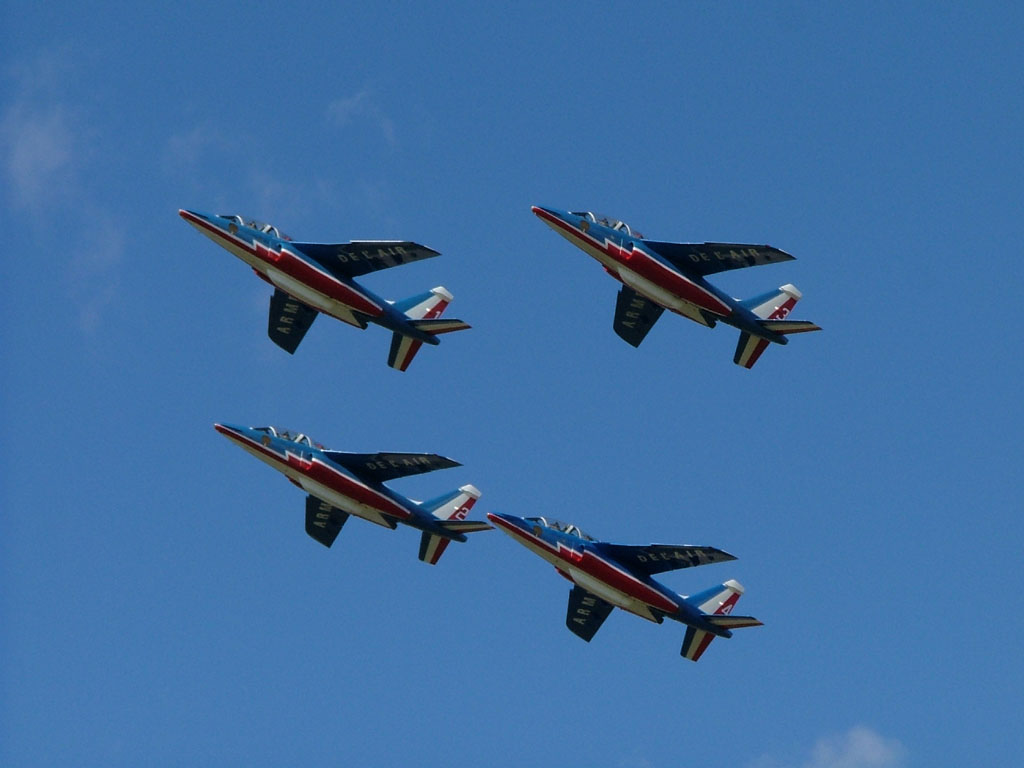
Виступ команди «Patrouille de France» на RIAT-2004
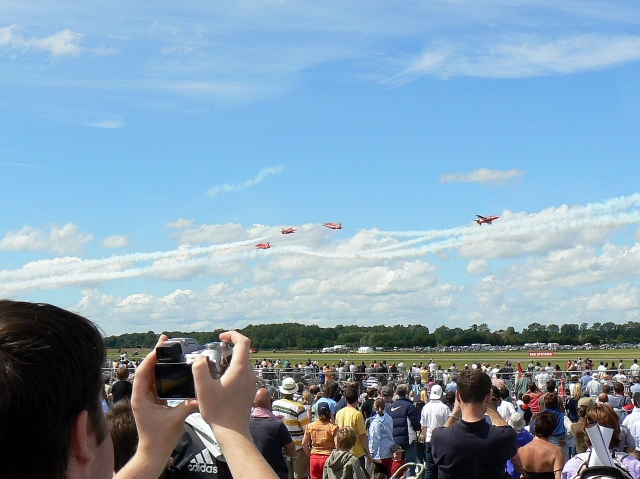
Глядачі на RIAT-2007
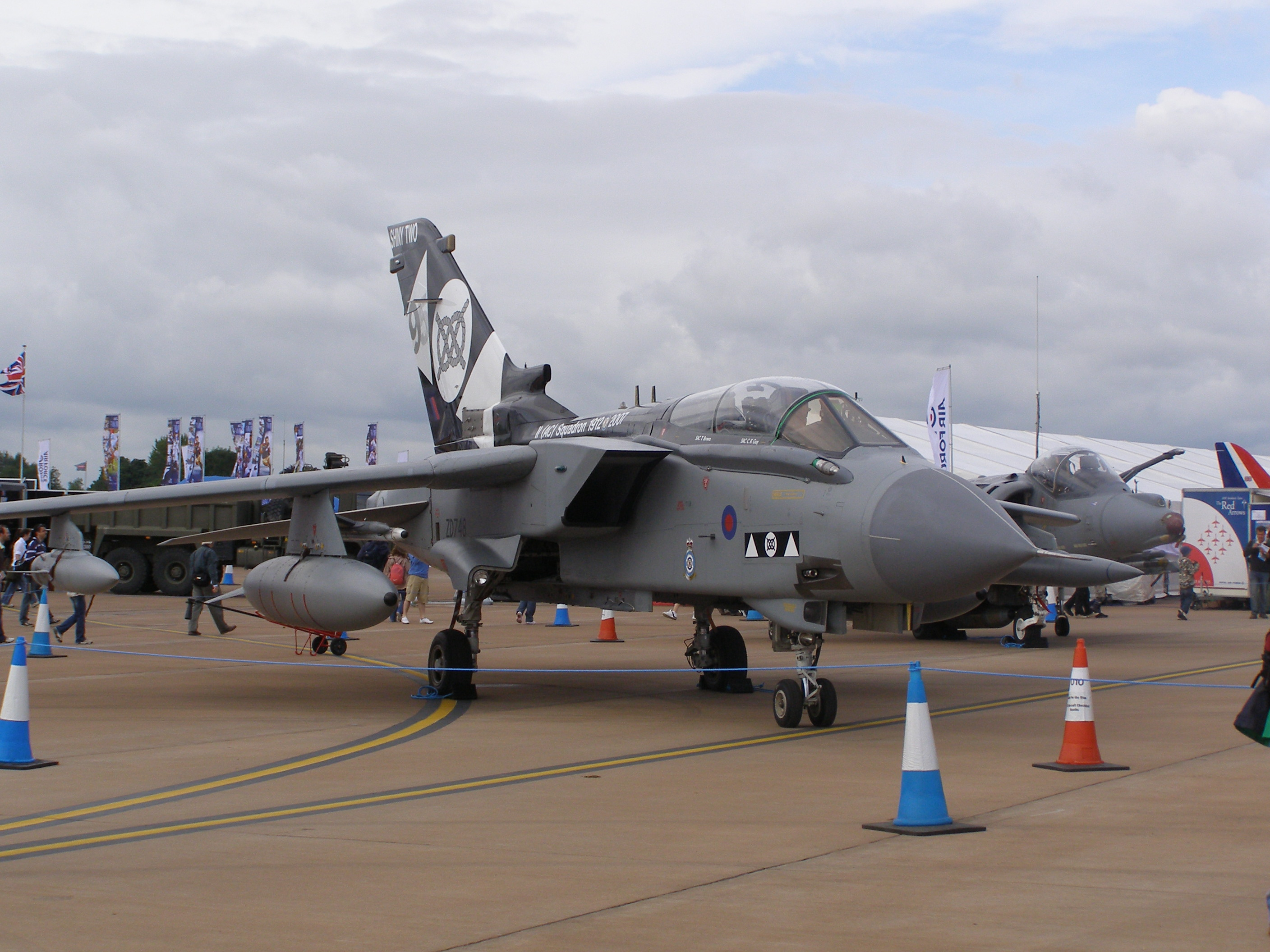
Panavia Tornado Королівських повітряних сил, наземна виставка на RIAT-2007
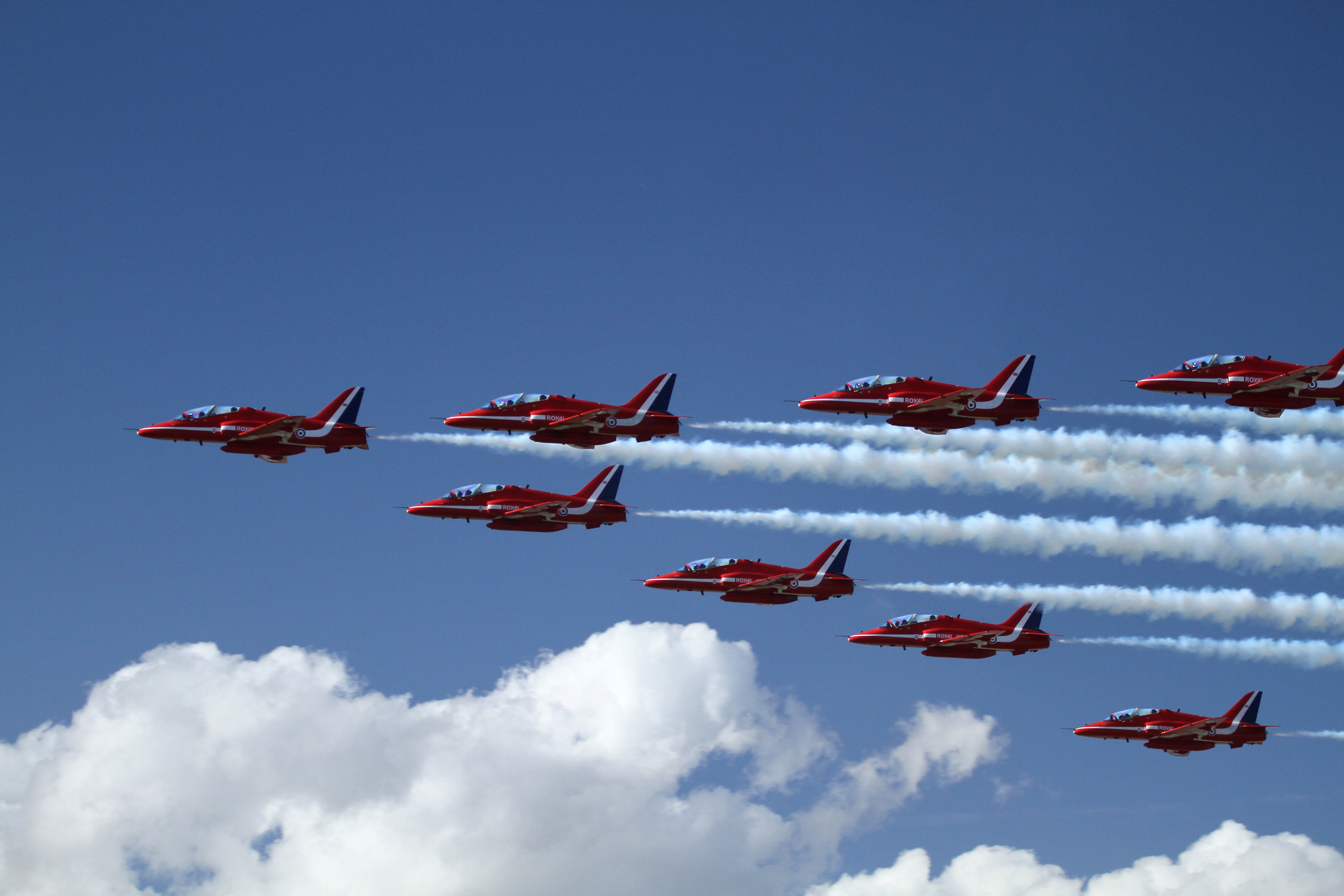
Виступ команди «Red Arrows» на RIAT-2010
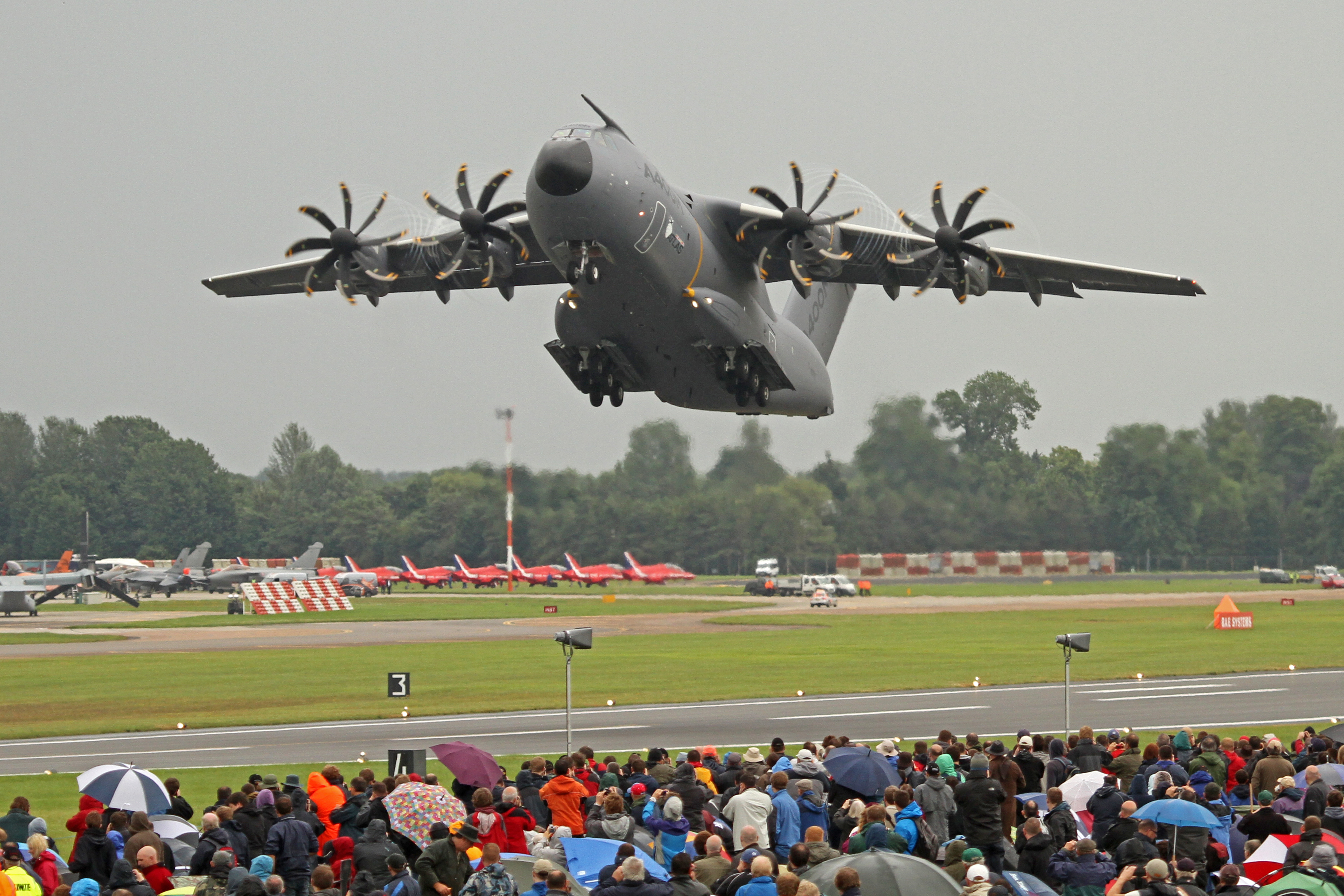
Airbus A400M Atlas на RIAT-2014
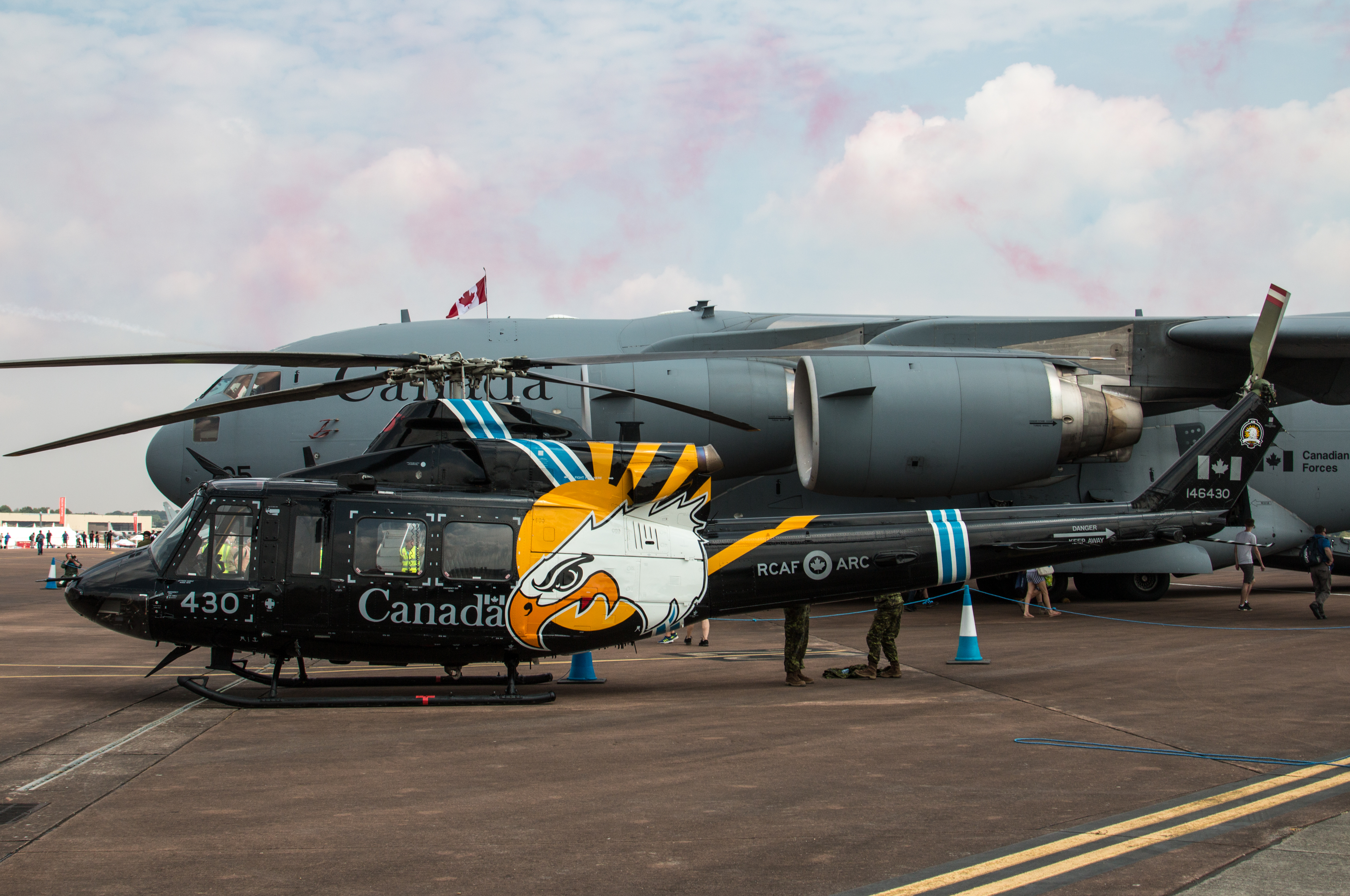
Наземна виставка на RIAT-2018: гелікоптер Bell CH-146 Griffon[en] ВПС Канади, за ним — літак C-17 Globemaster III